# Diplazium moluccanum
Diplazium moluccanum är en majbräkenväxtart som beskrevs av Eduard Rosenstock.
Diplazium moluccanum ingår i släktet Diplazium och familjen Athyriaceae. Inga underarter finns listade i Catalogue of Life.